# Savant
Savant, vlastním jménem Aleksander Vinter (* 16. dubna 1987 Oslo), je norský hudební producent. Před tím, než si začal říkat Savant, používal přezdívky Vinter in Hollywood, Vinter in Vegas a mnoho dalších. Za svůj život prý vyprodukoval přes 10 000 skladeb. Přezdívka Savant je odvozena od syndromu učence (Savant syndrome).

## Kariéra
2009: Vydal svoje debutové album Outbreak jako Vinter in Hollywood.
2010: Podepsal smlouvu s labelem SectionZ a vydal album Mamachine jako Vinter in Vegas.
2011: Začal produkovat pod přezdívkou Savant a vydal pod ní album Ninür.
2012: Vyšla alba Vario, Overworld, ISM a Alchemist.
2013: Bylo vydáno album Overkill. Savant se stal známějším prostřednictvím dvou turné po Severní Americe. Během turné vydal album Cult a poskytl hudbu pro hru Savant - Ascent od D-Pad Studio. 11. prosince 2013 vydal album Orakel, které získalo třetí místo na iTunes Dance charts v US.
2014: Vyšlo album Protos, které dosáhlo 24. místa na iTunes Pop charts v Severní Americe a první místo na Bandcamp Electronica and Overall charts. Později toho roku, 13. prosince, vyšlo album ZION, jež dosáhlo 19. místa na Billboard Dance chart a 24. místo na Billboard Heatseekers chart.
2015: V lednu tohoto roku vyšlo album Invasion. Savant nejprve zveřejnil album po jednotlivých singlech na své youtube a facebookové stránce jako bezplatnou hudbu. Nakonec všechny songy v albu předělal do finální podoby a poté vydal jako album, jehož cenu je pořád možné si zvolit.
2016: Vyšel singl Cassette. Savant tento song vytvořil 7× – pokaždé v jiném stylu. Toho času byla taktéž vytvořena stránka (dnes již nefunkční), kde bylo možné si Cassette pouštět a přepínat si mezi jednotlivými druhy songu v průběhu písně, vytvářejíc tak různé mixy. Další singl Get It Get It je hip-hopový song vzniklý spoluprací s DMX a Snoop Doggem. V roce 2016 vyšly ještě další singly – Fire, Savior a Forsaken. V červenci vyšlo album Vybz a v říjnu vyšla kolekce čtyř CD pod názvem Outcasts s předělanými songy, demy, nikdy nevydanými singly a VIP singly (předělávky známých songů z některých alb, které byly hrány pouze na živých vystoupeních).
2017: Savant debutoval orchestrální soundtrack pro film The Black Room. V dubnu vydal album Jester, které získalo první místo na Bandcamp Overall a Electronic charts.
2018: 1. dubna byla vydána vylepšená verze alba Jester. Pod vlastním jménem Aleksander Vinter vyšlo album Highlander s Keltskou a orchestrální hudbou a pod pseudonymem Blanco zase album Calypso. Na podzim bylo vydáno také album Slasher s Halloweenskou tematikou.
2019: V červnu vyšlo album Mortals. Jedná se o 55 symfonických tracků se superhrdinskou tematikou.
2020: V dubnu vyšlo album Void, kterému předcházel singl Monolith, jež je také součástí alba. Na konci roku vyšlo soundtrackové album INSERT COIN pro stejnojmenný dokumentární film o vzestupu a pádu průmyslu amerických arkádových her.
2021: V lednu Savant vydal singl Snake a 21. ledna ho následovalo doplňkové album Void DLC.
2022: Dne 2. února vyšlo DnB album s názvem Krang.

## Diskografie

### Alba
| Rok  | Název alba                            | Pod přezdívkou      |
| ---- | ------------------------------------- | ------------------- |
| 2006 | Catacombe Royal                       | No funeral          |
| 2007 | Engler er Norske                      | No funeral          |
| 2008 | Sort Industri Symfoni                 | No funeral          |
| 2008 | Shredder                              | Megatron            |
| 2009 | Vinter ¤ Vega                         | Vega ¤ Vinter       |
| 2009 | Outbreak                              | Vinter in Hollywood |
| 2009 | Survival of the Fattest CD1: Bangers  | Vinter in Hollywood |
| 2009 | Survival of the Fattest CD2: Destroy  | Vinter in Hollywood |
| 2009 | Survival of the Fattest CD3: Ambience | Vinter in Hollywood |
| 2009 | Survival of the Fattest CD4: Disco    | Vinter in Hollywood |
| 2009 | Castle Repercussions - Soundtrack     | Aleksander Vinter   |
| 2010 | Nintendo Atmospheres                  | Aleksander Vinter   |
| 2010 | Beats Vol. 1                          | Datakrash           |
| 2010 | Mindfighting                          | Vinter in Vegas     |
| 2011 | Vinter in Hollywood                   | Vinter in Hollywood |
| 2011 | Mamachine                             | Vinter in Vegas     |
| 2011 | Beats Vol. 2                          | Datakrash           |
| 2011 | Ninür                                 | Savant              |
| 2012 | Vario                                 | Savant              |
| 2012 | Overworld                             | Savant              |
| 2012 | ISM                                   | Savant              |
| 2012 | Alchemist                             | Savant              |
| 2013 | Overkill                              | Savant              |
| 2013 | Cult                                  | Savant              |
| 2013 | Orakel                                | Savant              |
| 2014 | Protos                                | Savant              |
| 2014 | Zion                                  | Savant              |
| 2015 | Invasion                              | Savant              |
| 2016 | Vybz                                  | Savant              |
| 2016 | Outcasts                              | Savant              |
| 2017 | The Black Room                        | Aleksander Vinter   |
| 2017 | Jester                                | Savant              |
| 2018 | Highlander                            | Aleksander Vinter   |
| 2018 | Calypso                               | Blanco              |
| 2018 | Slasher                               | Savant              |
| 2019 | Mortals                               | Savant              |
| 2020 | Void                                  | Savant              |
| 2021 | Void DLC                              | Savant              |
| 2022 | Krang                                 | Savant              |

### Extended playe(EP)
- Hardware Heaven (2008) (jako Twin World)
- Overworld (2009) (jako Protos)
- DragonFlower (2009) (jako Winterbliss)
- Say Yes (2009) (jako Aleksander Vinter)
- My First Dubstep (2009)
- Thrillseekers (2010)
- Blodtann (Demo) (2010) (jako No Funeral)
- A House in Hollywood (2010) (jako Vinter in Hollywood)
- MASKS (2010) (jako Vinter in Hollywood)
- Latidos De Las Niñas (aka The Mother Of God And A Filthy Whore) (2010) (jako Blanco)
- Dead Surfers Club (2010) (jako The Christopher Walkens)
- Antihero (2011) (jako Aleksander Vinter)
- Masquerade (2011) (jako Aleksander Vinter)
- The Ritalin Project s Donny Goinesem (2012)
- Mindmelt (2012)
- ♥ (Heart) (2013)
- Four Days (2013)
- Thank You (2013)
- Bajo (2015) (jako Blanco)
- Savage (2017) (jako Datakrash)

### Singly (oficiálně vydané)
| Rok  | Název singlu                   | Umělci                  |
| ---- | ------------------------------ | ----------------------- |
| 2015 | Slasher                        | Savant                  |
| 2016 | Fire                           | Savant                  |
| 2016 | Cassette (7 mixů)              | Savant                  |
| 2016 | Savior                         | Savant                  |
| 2016 | Get It Get It (Ft. Snoop Dogg) | Savant, DMX, Snoop Dogg |
| 2016 | Forsaken                       | Savant                  |

### Singly (všechny zveřejněné)
- Follow Me (2007)
- Amnesia (2007) (jako numa)
- Remember (2007) (jako numa)
- Costa Rica (2007) (jako numa)
- Virus (2009) (Vinter in Hollywood)
- You Can Play (2009) (Vinter in Hollywood)
- Ride Like The Wind (2010) (Vinter in Hollywood)
- Pump Machine (2011) (Blanco)
- Sweat (2011) (Blanco)
- Backdoor Access (2011) (Blanco)
- Supressor (2011) (Vinter in Hollywood)
- Blue Magic ft. Snobe (2011) (Gunslinger Jones)
- Synthesizer Love (2011) (Vinter in Hollywood)
- Nybegynner (2011) (Datakrash)
- Gunslinger Jones (2011) (Vinter in Hollywood)
- Stars N Stripes se Simonem Aasenem (2011) (Aleksander Vinter)
- ICANDO (2011)
- Ninur (2011)
- Robosexual (2011)
- Retro (2011)
- Not Avicii (2011)
- Rolling Stone (2011)
- Mushroom Clouds (2011)
- Psykick (2011)
- Indoctrination (2011)
- Operation Freedom (2011)
- Expedition (2012) (Russefeiring)
- Lost (2012)
- Avion (2012)
- Alphas (2012)
- Mother Russia (2012)
- Agape (2012)
- Government (2012)
- Super Sheriff (2012)
- Outlaw (Part 1) (2012)
- Space Cowboy (2012)
- Kids (2012)
- Ksh'mir (2012)
- Take Care of You (2012) (Vinter in Hollywood)
- Trevor with Kiazuki (2012)
- Ode To Joy (2012)
- Shake The Room (2012)
- l'obscurite (2012)
- He Was a Moog (2012)
- Symphony of Lies (2012) (Vinter in Hollywood)
- Make Up Your Mind (2012)
- Shark (2013)
- Aces Sleeved (2013)
- Light Years s Razihel (2013)
- Black Swan (2013)
- UNTZ (2013)
- The Arcade (2013)
- Carmageddon (2013)
- Mountain of Death (2013)
- Pokermon (2013)
- Future Trap (2013)
- Wasteland (2013)
- Ascent (2013)
- Fatality (2013)
- Memory (2013)
- Vanity (2013)
- Zelda's Lullaby (2013)
- Sweet (2013)
- Amerika (2014)
- Mellow s Lucy Swannovou (2014)
- Cloud Rider (2014)
- Veritech (2014)
- Rude Gal (2014)
- Terror Bite (2014)
- Elephant (2014)
- Walk On Me (2014)
- Mother Russia 2 (2014)
- Drop It On Ya! (2014)
- Derby s Jelo (2014)
- Cult Collab (2014)
- Up In Smoke (2015)
- Up In Smoke (VIP) (2015)
- Starfish (VIP) (2015) (Blanco)
- Origin (VIP) (2015)
- Slasher (2015)
- Fire (2016)
- Savior (2016)
- Forsaken (2016)
- F A B R I C S (2016)
- H U S T L E R (2016)
- Get It Get It se Snoop Doggem a DMX (2016)
- Night Watch (2017) (Datakrash)
- Atlantis (2017) (Datakrash)
- Surprise (2017)

### Remixy
| Rok vydání | Původní umělec    | Název remixu                                       |
| ---------- | ----------------- | -------------------------------------------------- |
| 2011       | Document One      | Clap (Savant Remix)                                |
| 2011       | Savant            | The Third Eye (Savant Poison Remix)                |
| 2012       | Kelis             | Milkshake (Savant Remix)                           |
| 2012       | Dev & Timbaland   | Don't Hurt It (Savant & Svanur Kidnap Bootleg)     |
| 2012       | Pink              | Get the Party Started (Savant Remix)               |
| 2012       | Zedd              | Spectrum (Savant Remix)                            |
| 2012       | Bob Log III       | Log Bomb (Savant Remix)                            |
| 2012       | Daft Punk         | Superheroes (Vinter Rework)                        |
| 2012       | Shackles          | No Sleep (Savant Remix)                            |
| 2012       | Blood Command     | High Five for Life (Savant Remix)                  |
| 2012       | Danger            | 4h30 (Savant Remix)                                |
| 2012       | Pharoahe Monch    | I Shot the Mayor (Savant Remix)                    |
| 2012       | Armand Van Halden | Into Your Eyes (Savant Remix)                      |
| 2013       | Skepsis           | Into Temptation (Savant Remix)                     |
| 2013       | Justice           | Audio, Video, Disco (Savant Bootleg)               |
| 2013       | We Are Castor     | Eskimo (Savant Remix)                              |
| 2013       | Scatman John      | Scatman (Au5, Savant, Fractal and Prismatic Remix) |